# Кинематограф Таиланда

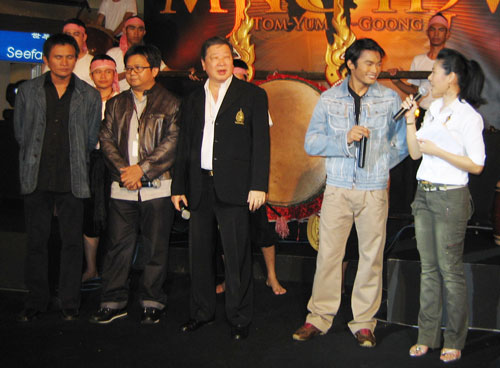
На премьере фильма Честь дракона. Таиланд

Кинематограф Таиланда восходит к заре кинематографа, когда король Чулалонгкорн в 1897 году посетил Берн, Швейцария. Там он снял фильм, который привез в Бангкок, где фильм и был показан. К фильму был проявлен большой интерес со стороны тайской королевской семьи и местных предпринимателей, которые вскоре вложили свои средства в кинопроизводство и стали показывать иностранные фильмы. Местная киноиндустрия начала работать в 1930-х годах.
После Второй Мировой Войны началось возрождение кинопроизводства, для съёмок использовалась 16-мм плёнка. На ней были сняты сотни фильмов, многие из которых — боевики. К настоящему времени в стране продолжается развитие киноиндустрии. В ней работали такие профессионалы киноиндустрии, как кинорежиссёр Нонзи Нимибутр (тайск. นนทรีย์ นิมิบุตร), кинорежиссёр и сценарист Пен-Ек Ратанаруанг (тайск. เป็นเอก รัตนเรือง), кинорежиссёр, сценарист и продюсер Апичатпонг Вирасетакун (тайск. อภิชาติพงศ์ วีระเศรษฐกุล) и др.

## История

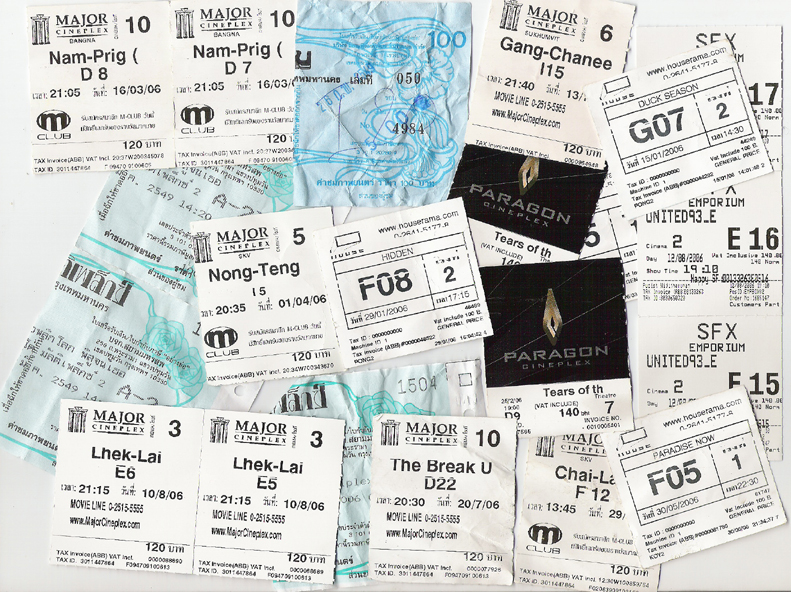
Билеты в кинотеатры Бангкока

### Первые тайские фильмы
Днём рождения кино официально считается 28 декабря 1895 года, когда в Париже в Grand Café на бульваре Капуцинок прошёл первый коммерческий показ фильмов братьев Люмьер. 9 июня 1897 года «Парижский кинематограф» был показан в Бангкоке.
В этом же году король Чулалонгкорн посетил Берн, Швейцария. Там он снял фильм, который привез в Бангкок с оборудованием для его показа
В 1905 году японские бизнесмены открыли в стране первый постоянный кинотеатр, в котором показывали японские фильмы. Японские фильмы были настолько популярны, что термин nang yipun  стал общим для всех движущихся изображений. Европейские и американские фильмы получили название nang farang.
Другой член королевской семьи, принц Kambeangbejr, занимавшийся государственными железными дорогами Таиланда инициировал съёмки рекламных фильмов для железной дороги и других государственных органов. Эта практика принесла много опыта для тайских режиссёров. Одна из работ 1940 года Sam Poi Luang: Great Celebration in the North (Thai: สามปอยหลวง) получила большую известность.
С 1927 по 1932 год в Таиланде было снято 17 фильмов, от них сохранились только короткие фрагменты.

### Золотой век

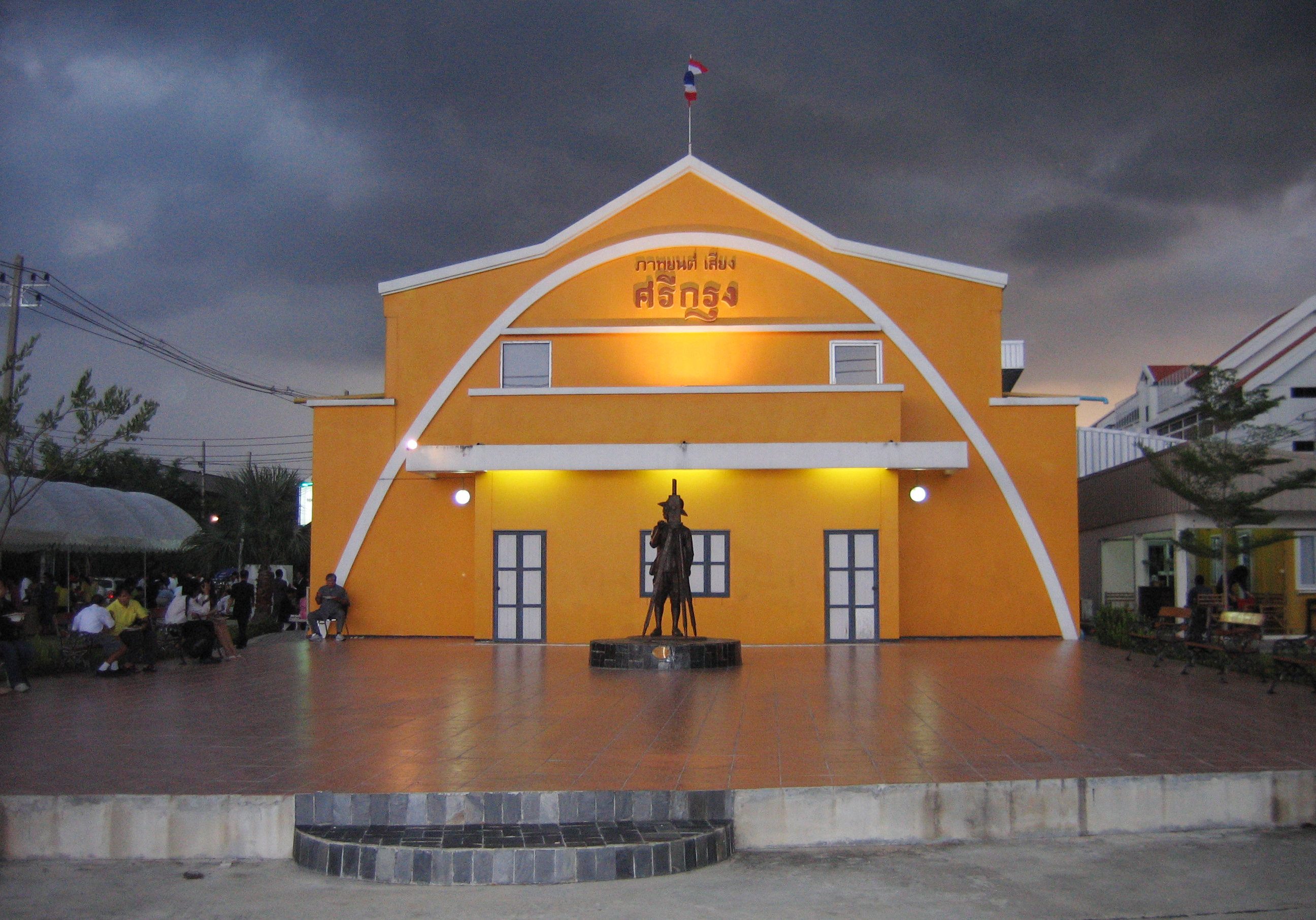
Национальный архив фильмов Таиланда в городе Накхонпатхом

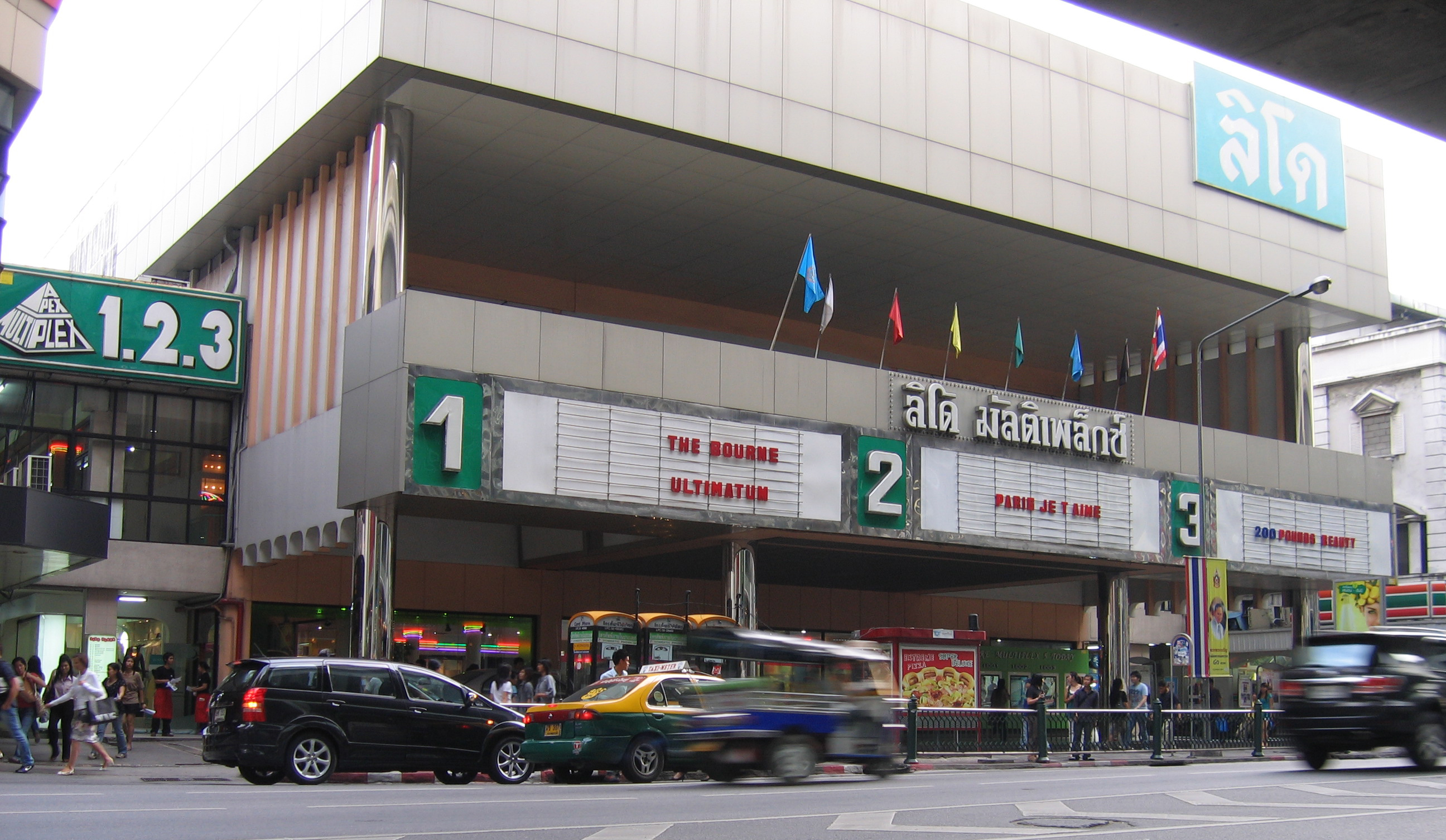
Кинотеатр Лидо на площади Сиам, Бангкок, Таиланд

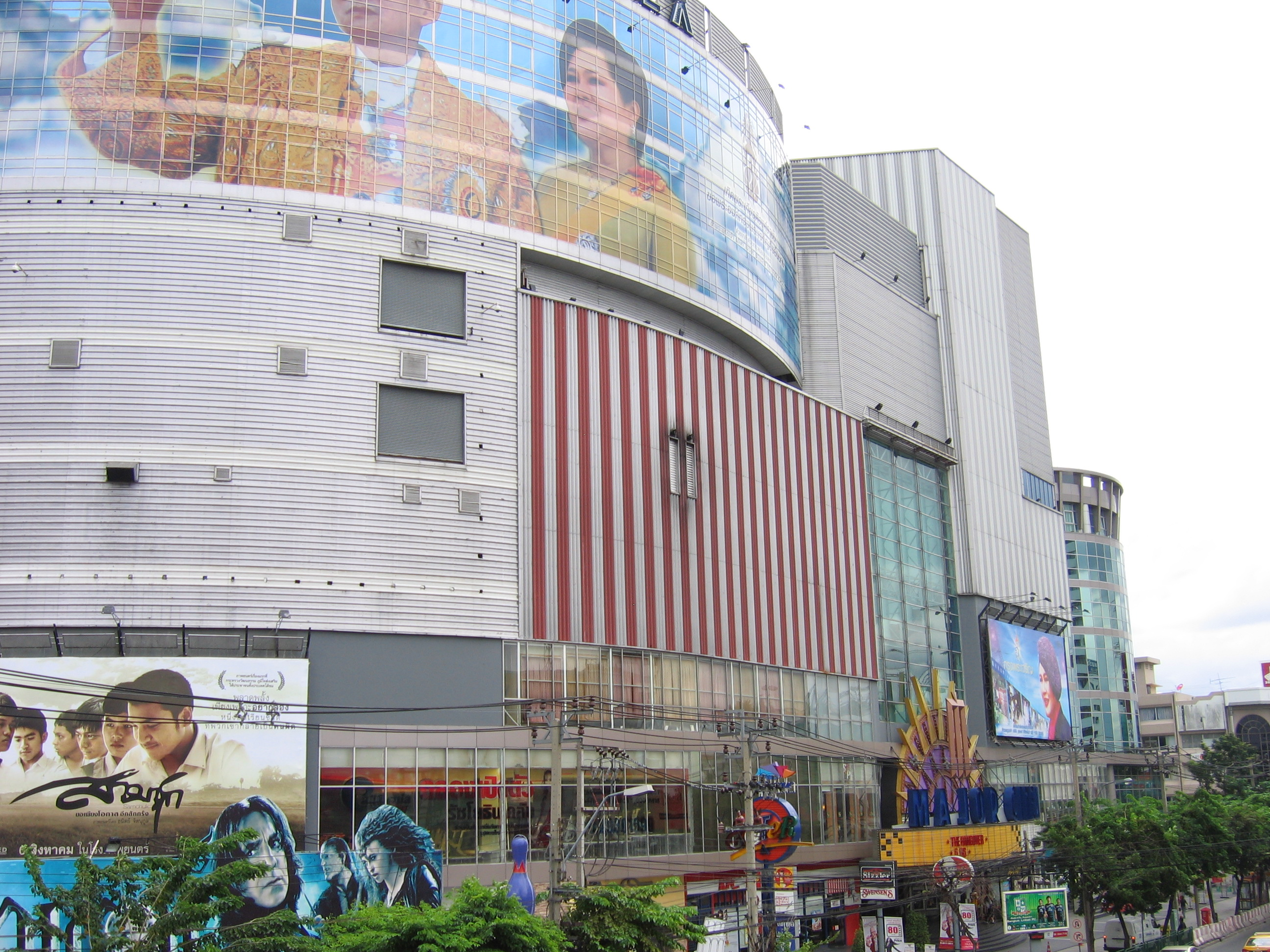
Кинокомплекс Ratchayothin, 2009 г., Таиланд

В 1928 году в стране был показан «звуковой кинематограф», ставший конкурентом немому кино. Но в течение двух или трёх лет, немое кино полностью сменилось звуковым.
Первым тайским фильмом со звуком был фильм "Тханг Лонг" ("Заблудились"), производство братьев Wasuwat. Премьера фильма состоялась 1 апреля 1932 года. С тех пор в Таиланде снималось по три-четыре фильма в год.
В 1933 году Шри-Крунг сделал первый цветной тайский фильм "Пу сом Фао Сап". Кинопроизводство до 1942 года считалось «Золотым веком» тайского кино.
Среди кассовых фильмов этого периода был музыкальный фильм "Клуа Миа" ("Женофобия"). Он был снят на цветной 35-мм плёнке. Тайские актёры Chamras Suwakhon и Sumonnat были первыми, получившими в стране большую популярность.
В годы Второй мировой войны кинематограф занимался производством пропагандистских фильмов для нагнетания в стране национализма.

### Переход к 35 мм
После войны кинематограф стал переходить на съёмки фильмов на 35 мм киноплёнку. Это позволило улучшить качество тайских фильмов. Тайские фильмы стали принимать участие в международных конкурсах. Они участвовали в 1954 году на Азиатско-Тихоокеанском кинофестивале в Токио. В 1961-х годах первый тайский фильм «Чёрный шёлк» участвовал в конкурсной программе Берлинского Международного кинофестиваля.

### 1970 и 1980-е годы
В 1970-х годах после того, как правительство Таиланда ввело высокий налог на иностранные фильмы, началось интенсивное развитие национального кинематографа. Голливудские студии бойкотировали Таиланд. В 1978 году здесь было снято своими силами уже 150 тайских фильмов. Многие из этих фильмов были боевиками и высмеивались кинокритиками.
Среди фильмов, снятых в 1970-х годах были фильмы "Као Чуэ Карн" ("Доктор Карн"), повествующие о борьбе с коррупцией в тайской гражданской службе, "Теп Тиды Ронг раем" ("Отель «Ангел»"), о молодой женщине, попавшей в сети проституции и др.

## Цензура
Все снятые фильмы, видео компакт-диски и DVD-диски находятся под пристальным вниманием государственной цензуры Таиланда. Каждый VCD и DVD диск для домашнего просмотра должен иметь штамп, что он прошёл цензуру.
К фильмам, произведённым в Таиланде, цензоры занимают жёсткую позицию относительно наготы, секса, курения, алкоголя и оружия. Сцены с такими изображениями вырезаются. В цифровой XXI век запрещённые изображения размываются и пикселизируются.

### Кинофестивали
В 1997 году в Таиланде проводился кинофестиваль короткометражных фильмов, в 1998 году проведён Международный кинофестиваль в Бангкоке.
В Таиланде учреждена Национальная кинематографическая премия.

## Актёры
Известные тайские киноактёры:
- Мит Чайбанча — умер во время съёмок кинотрюка для фильма "Золотой орел". Мит не успел схватить веревочную лестницу, свисающую с самолёта.
- Метани Сомбат — тайский актёр и кинорежиссёр.
- Тони Джаа — актёр, хореограф, каскадёр и кинорежиссёр. Снимается в фильмах со сценами восточных единоборств. В 2005 году снялся в главной роли в фильме "Честь дракона".

Известные киноактрисы:
- Petchara Chaowarat — снималась в 1960 - 1970 годах.
- Bongkoj Khongmalai —  снялась в 2006 году в фильме "Честь дракона" ("Tom-Yum-Goong"), где играла юную тайскую девушку,  вынужденную заниматься проституцией в Австралии.

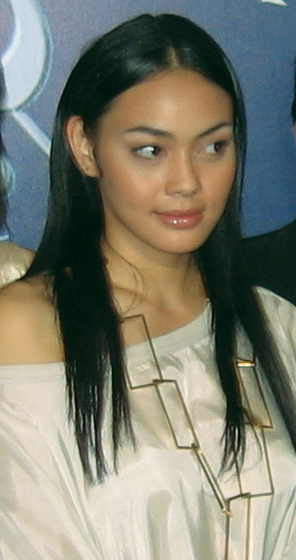
Bongkoj Khongmalai
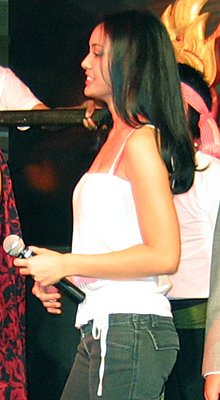
Bongkoj Khongmalai
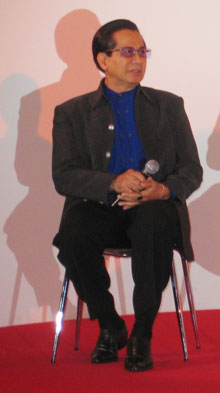
Метани Сомбат
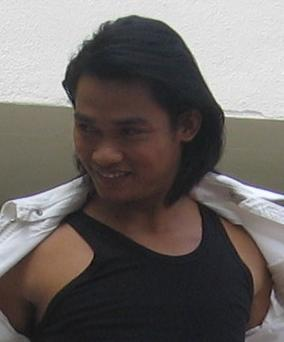
Тони Джаа

## Известные тайские фильмы
- 1923 — Мисс мы Сиама, совместного производства с Голливудом, считается первым Тайским фильмом.
- 1927 — Двойная удача, первый фильм полностью тайского производства.
- 1940 — Король белого слона, на английском языке, исторический эпос, снят премьер-министром Таиланда Паномионг Приди.
- 1954 — Санти-Уина, первый Тайский фильм, показанный в 1954 году на Азиатско-Тихоокеанском кинофестивале в Токио.
- 1961 — Чёрный шелк, первый Тайский фильм конкурсной программы Берлинского Международного кинофестиваля.
- 1970 — Монрака лук тхунг, в ролях Мит Чайбанча, популярный в стране мюзикл.
- 1979 — Приключения Судсакорна, первый полнометражный таиландский мультфильм, режиссёр Payut Ngaokrachang.
- 2000 — Слезы Чёрного Тигра (Фа Талай Джоун), первый тайский фильм, включённый в программу Каннского кинофестиваля.
- 2001 — Легенда о Суриотай, самый длинный тайский фильм.
- 2010 — «Дядюшка Бунми, вспоминающий свои прошлые жизни», кинофильм тайского кинорежиссёра Апичатпонга Верасетакула. В 2010 году на Каннском фестивале картина удостоена «Золотой пальмовой ветви».